# John Thomas Baines

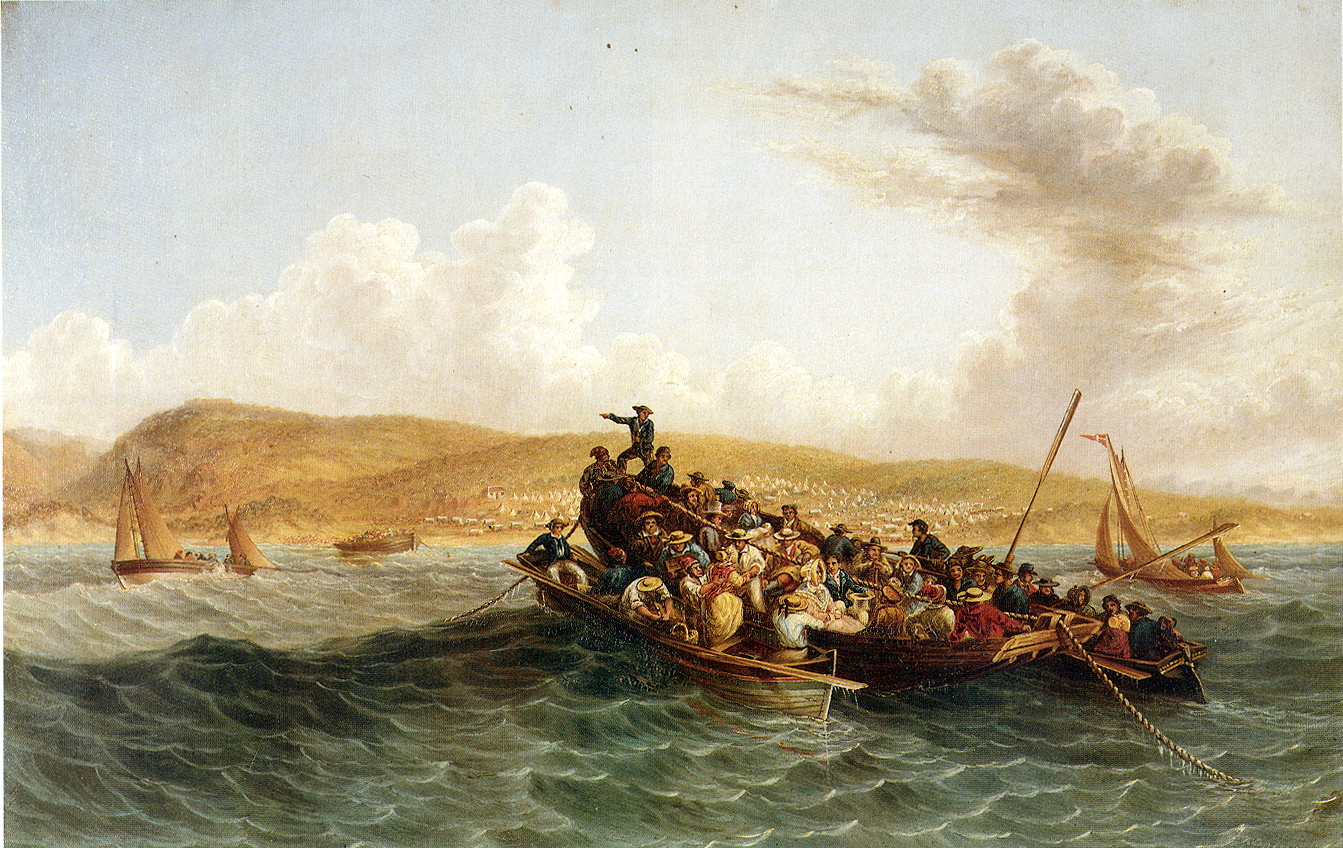
The British Settlers of 1820 Landing in Algoa Bay
(1853)

John Thomas Baines (King's Lynn, Norfolk, 27 de novembro de 1820 — 8 de maio de 1875) fo um pintor, naturalista e explorador inglês.
Nascido em King's Lynn, Norfolk, no Reino Unido, esteve na Austrália e África do Sul.
Na Cidade do Cabo direcionou a sua pintura para retratos e paisagens. Atuou também como oficial pintor no exército britânico.